# 查尔斯·阿登-克拉克

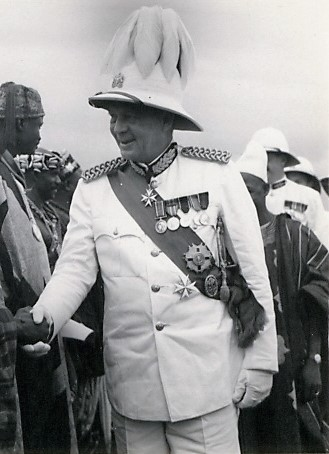
查尔斯·诺布尔·阿登-克拉克

查尔斯·诺布尔·阿登-克拉克，GCVO（英語：Sir Charles Noble Arden-Clarke，GCVO；1898年7月25日—1962年12月16日），是首任砂拉越直辖殖民地总督（1946-1949年）及末任英屬黃金海岸总督（1949-1957年）。1951年，查尔斯·阿登-克拉克释放了日后成为第一任加纳总统的夸梅·恩克鲁玛，1957年英屬黃金海岸独立后，查尔斯·阿登-克拉克转任英国驻加纳总督，又在当年再度离职。他对非洲人的接纳态度以及与夸梅·恩克鲁玛的关系在一定程度上促进了加纳的和平独立。